# رضا قوتشان نجاد
رضا قوتشان نجاد نورنيا ((بالفارسية: رضا قوچان‌نژاد‏)؛ مواليد 20 سبتمبر 1987)، يلقب ب"گوتشي"، لاعب كرة قدم إيراني يجيد اللعب في مركز الهجوم مع منتخب إيران الوطني ونادي تشارلتون أتلتيك في دوري بطولة كرة القدم الإنجليزي.

## روابط خارجية
- رضا قوتشان نجاد على موقع الاتحاد الدولي (مؤرشف)  (الإنجليزية)
- رضا قوتشان نجاد على موقع الاتحاد الأوربي (الإنجليزية)
- رضا قوتشان نجاد على موقع قاعدة بيانات كرة القدم.إي يو (الإنجليزية)
- رضا قوتشان نجاد على موقع بيانات كرة القدم. دي إي (الألمانية)
- رضا قوتشان نجاد على موقع ناشيونال فوتبول تيمز (الإنجليزية)
- رضا قوتشان نجاد على موقع Soccerway.com (الإنجليزية)
- رضا قوتشان نجاد على موقع عالم كرة القدم.نت (الإنجليزية)

- Profile
- UEFA Profile